# Jakub Mackiewicz
Jakub Mackiewicz (ur. 1887, zm. 25 września 1966) – polski i australijski lekarz neurolog i neuropatolog.

## Życiorys
Urodził się w rodzinie żydowskiej. Jego krewnymi od strony matki byli okulista Jewsiej Braunstein i neurolog Michaił Krol. Po ukończeniu gimnazjum ze złotym medalem rozpoczął studia medyczne na Uniwersytecie Moskiewskim, w 1911 roku otrzymał tytuł doktora medycyny maxima cum laude. Potem uzupełniał studia w Niemczech i Francji, pod kierunkiem Babińskiego, Kraepelina, Alzheimera, Mariego, Jakoba, Bonhoeffera, Weygandta i Kafki. Podczas I wojny światowej kierował oddziałem neurologicznym w szpitalu wojskowym w Charkowie.
Od 1921 pracował na oddziale Edwarda Flataua oraz w pracowni neurologicznej przy Towarzystwie Naukowym Warszawskim. Uważał się za ucznia Flataua i był członkiem komitetu, który wydał poświęconą mu księgę jubileuszową. Od 1932 był kierownikiem oddziału neurologii w Warszawskim Szpitalu Dziecięcym. W czerwcu 1940 roku dostał się do niewoli rosyjskiej. Razem z armią Andersa dostał się do Teheranu, od 1944 przebywał w Jerozolimie. W 1953 roku wyemigrował z żoną do Australii, gdzie już była jego córka Irena. Przez pierwsze lata nie miał prawa praktyki lekarskiej w Australii.  W 1956 roku dostał prawo wykonywania zawodu lekarza, na podstawie wprowadzonego wtedy prawa, że za zasługi naukowe można dostać zgodę na wykonywanie zawodu bez egzaminów i dodatkowych studiów. Następnie został zaangażowany do stworzenia instytutu histopatologii układu nerwowego, który obsługiwał duży oddział neurologiczny i uczył medycyny klinicznej w ramach „teaching hospitals”. Prowadził wtedy prace naukowe nad tranquilizerami.  Od 1953 roku pracował w St Kilda, gdzie został zaangażowany do instytutu badawczego przy departamencie psychiatrycznym, w którym stworzył instytut histopatologii układu nerwowego i był profesorem neurologii. Uważany jest za jednego z pionierów australijskiej neurologii. Zmarł w 1966 roku, do końca będąc aktywnym zawodowo – zmarł w przerwie między konsultacjami dwóch pacjentów.
Jego żoną była Cecylia Mackiewicz, siostra Bronisława Krystalla miał córkę, która także mieszkała w Australii.

## Dorobek naukowy
Był autorem kilkunastu prac naukowych. W 1912 roku opisał objaw znany dziś jako objaw Mackiewicza. Wspólnie z Samuelem Gershonem badał zmiany neuropatologiczne związane ze stosowaniem imipraminy, chlorpromazyny i rezerpiny. Pozostały nieukończone jego prace nad zmianami neurohistologicznymi w mózgu związanymi ze starzeniem.

## Prace
- O objawie udowym. „Medycyna i Kronika Lekarska”. 47 (48), s. 957-961, 1912.
- Appareil nouveau pour l'introduction intravertébrale de l'air. „Revue Neurologique”. 2 (16), 1923.brak numeru strony
- Disesthésie psychique au cours d'un syndrome thalamique. „Revue Neurologique”, 1929.brak numeru strony
- Médulloblastome du cervelet avec métastases dans la moelle épinière et les hémisphère cérébraux. „Revue Neurologique”, 1929.brak numeru strony
- Zand N., Mackiewicz J.. Papillome malin (plexoma malignum) du plexus choroïde. „Revue Neurologique”. 36, 1929.brak numeru strony
- Herman E., Mackiewicz J.. Un cas de tumeur de la couche optique et du III e ventricule avec des signes choréatiques. „Revue Neurologique”. 41, 1934.brak numeru strony
- Sen i jego zaburzenia. Wyd. 9/21. Warszawa: „Eskulap”, 1935, seria: Monografie Lekarskie dla Lekarzy-Praktyków. Brak numerów stron w książce
- 'O zespole padaczkowo-migrenowo-obrzękowym. „Warszawskie Czasopismo Lekarskie”. 15 (21/22), s. 401-406, 1938.
- Przypadek cierpienia „ogona końskiego”. „Warszawskie Czasopismo Lekarskie”. 15 (5), s. 94, 1938.
- Neuromalaria. Jerozolima: Wydawn. Delegatury Polskiego Czerwonego Krzyża na Środkowy Wschód, 1944. Brak numerów stron w książce
- Historical notes on the Polish-Jewish Physicians’ Association 1921–41. „Harefuah”. 31, s. 211–212, 1946. PMID: 20267129.
- The fiftieth anniversary of the Babinski reflex. „Harefuah”. 31, s. 85–87, 1946.
- Mackiewicz J., Reid A.A.. Clinical And Neuropathological Investigations Of Four Cases Of Huntington's Chorea Treated With High Doses Of Reserpine. „The Medical Journal of Australia”. 1 (23), s. 833-835, 1965. PMID: 14313335.
- Mackiewicz J., Gershon S.. An Experimental Study Of The Neuropathological And Toxicological Effects Of Chlorpromazine And Reserpine. „J Neuropsychiatr”. 5, s. 159-169, 1964. PMID: 14118070.
- Mackiewicz J., Gershon S.. An Experimental Study Of The Neuropathological Effects Of Imipramine In Animals Of Different Ages. „Int J Neuropsychiatry”. 1 (6), s. 608-615, 1965. PMID: 5886539.